# アバルト

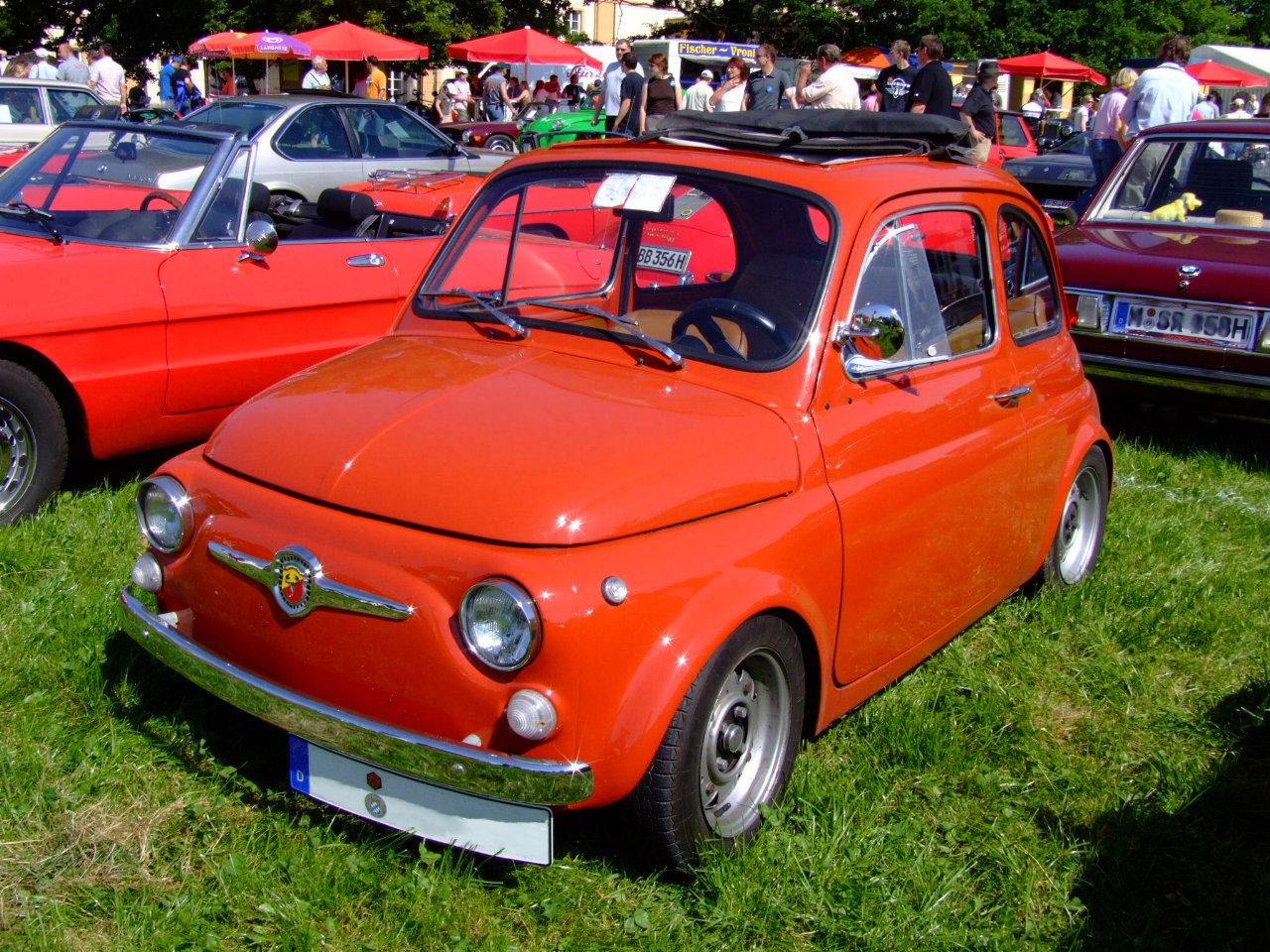
フィアットアバルト500

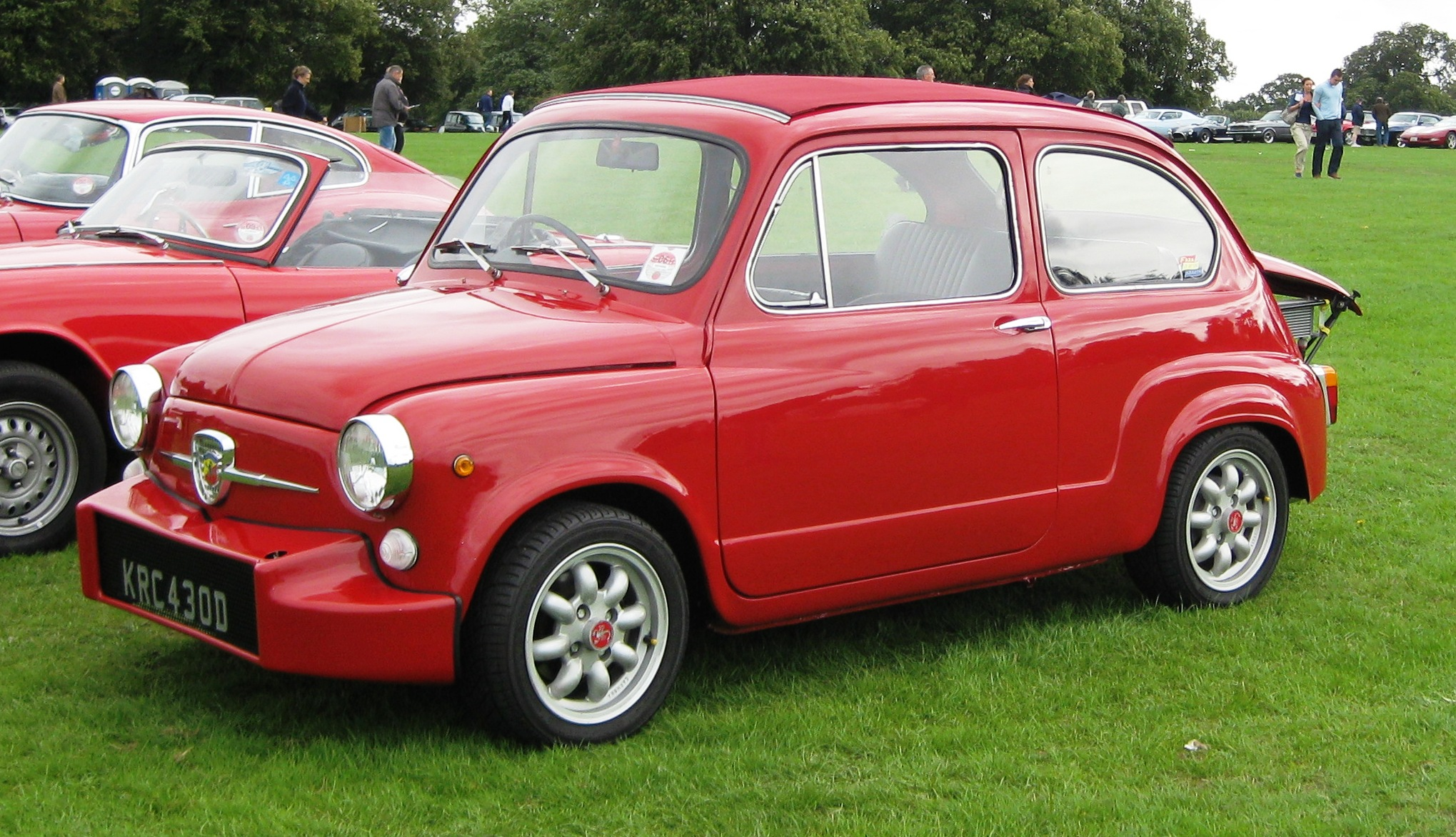
フィアットアバルト750

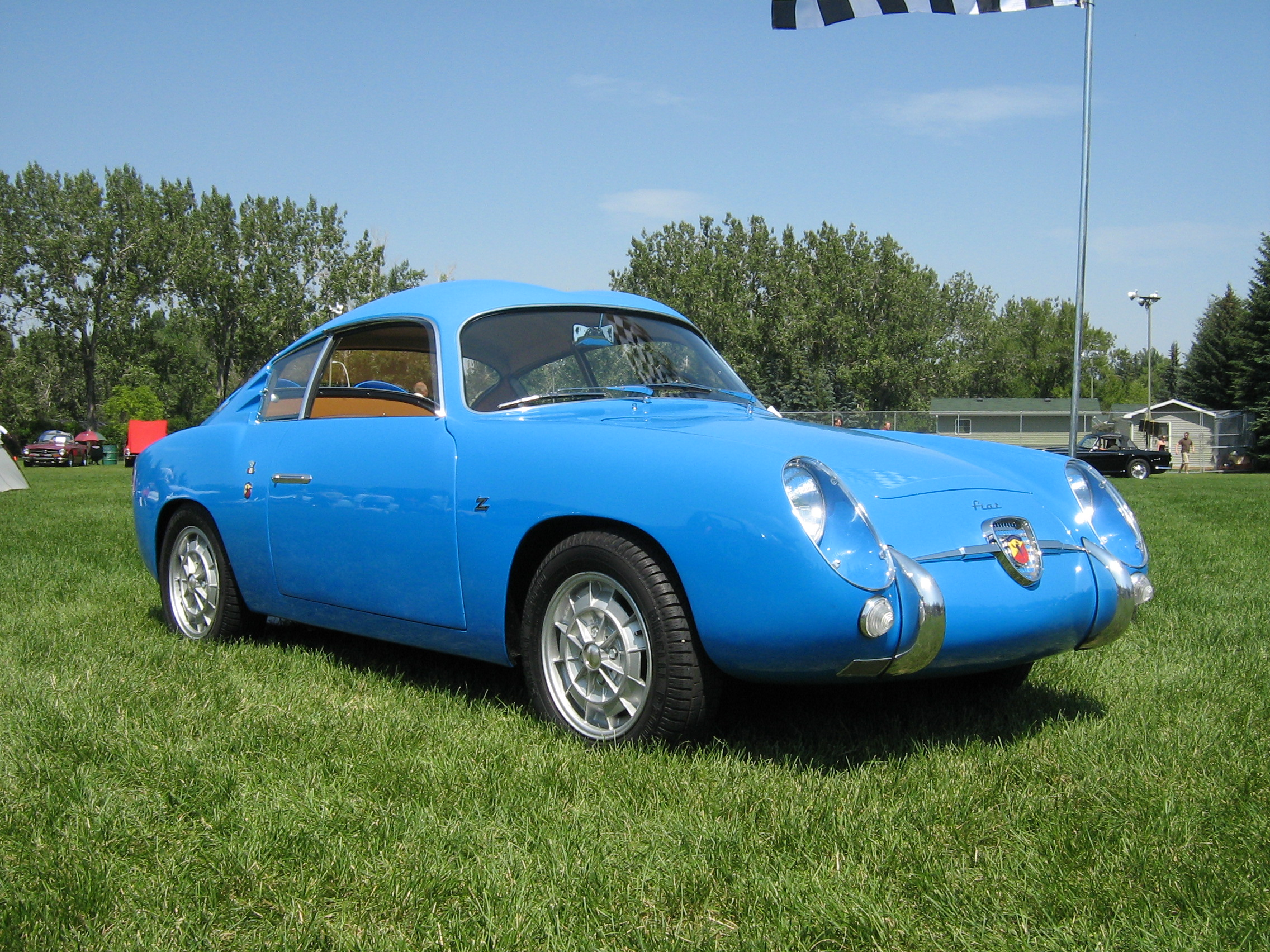
フィアットアバルト750ザガート

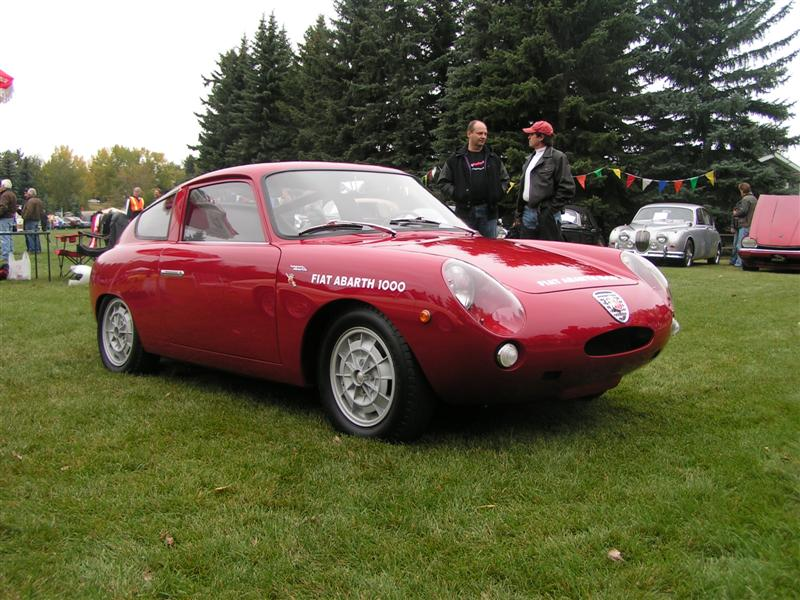
フィアットアバルト1000前部

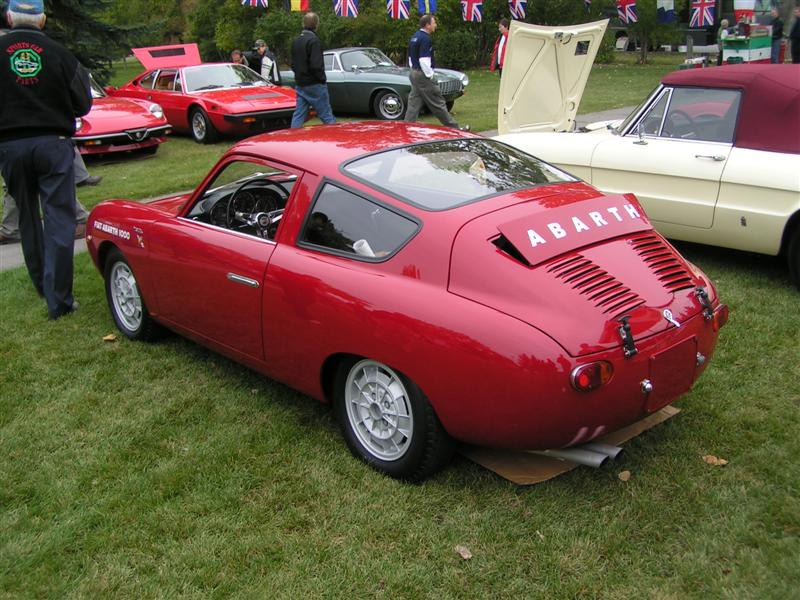
フィアットアバルト1000後部

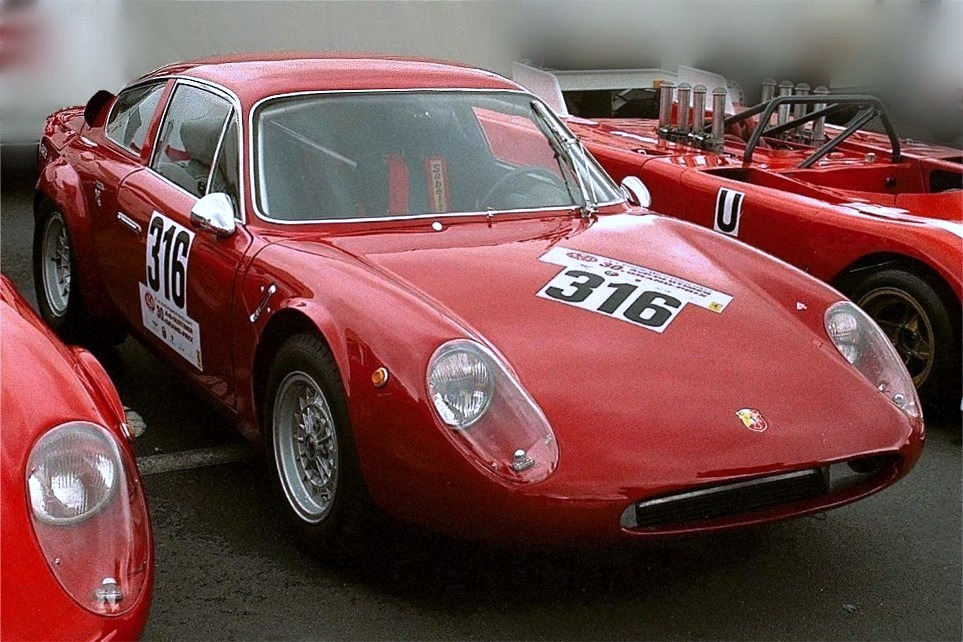
フィアットアバルトシムカ1300

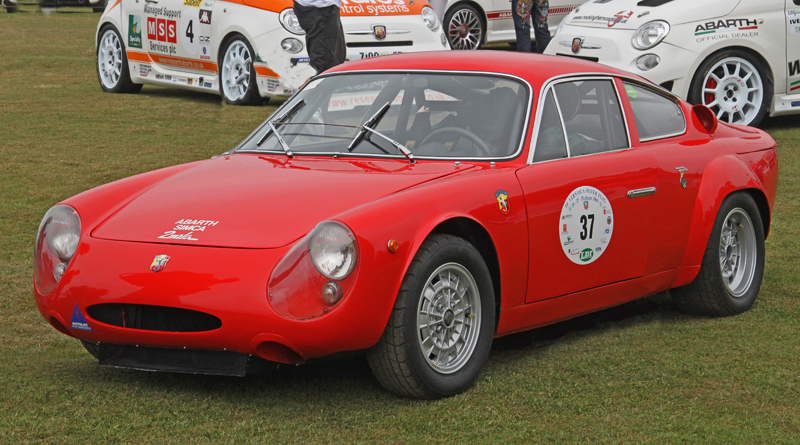
フィアットアバルトシムカ2000

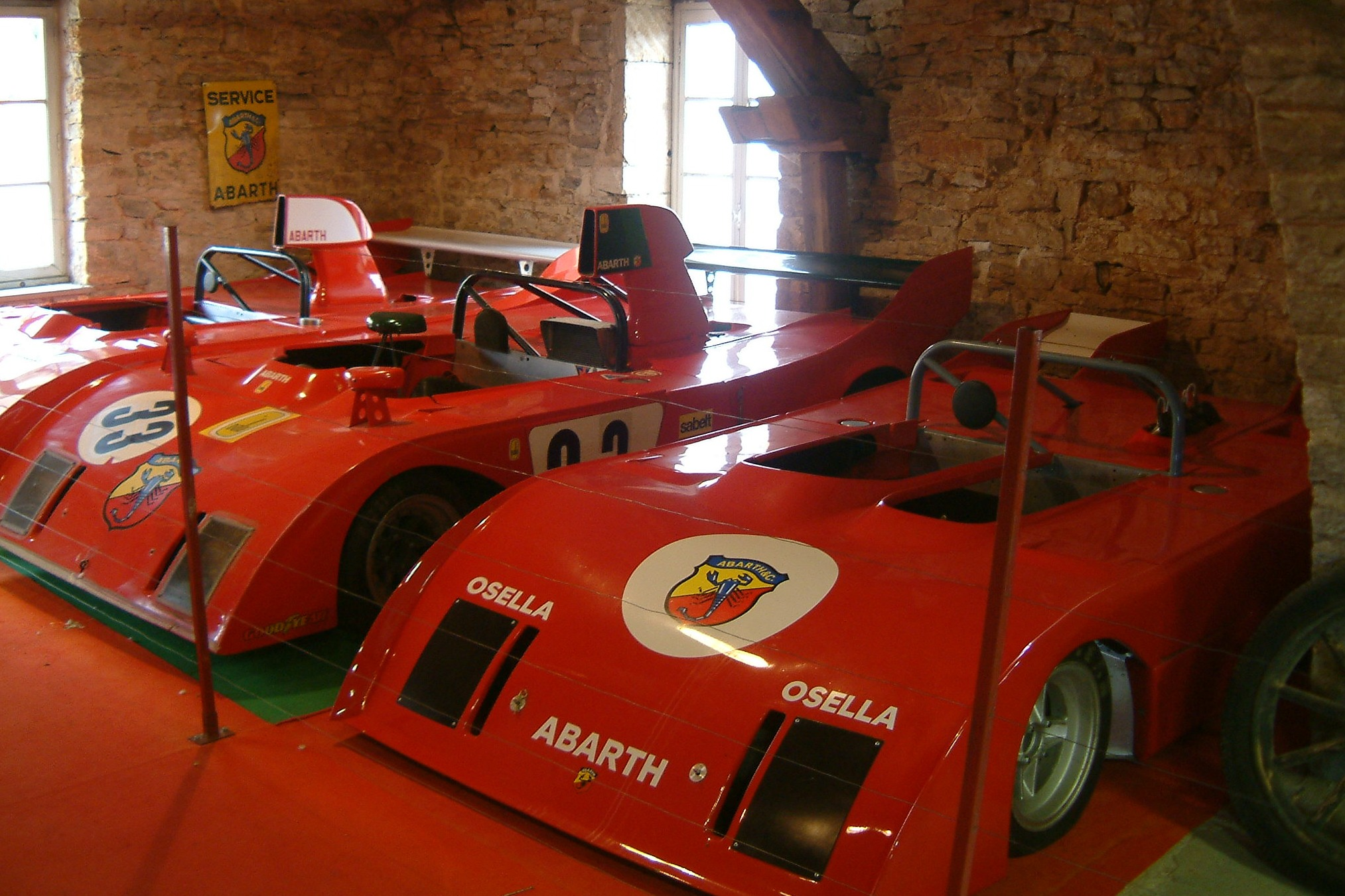
アバルトレースカー

アバルト（Abarth）は、ステランティス N.V.におけるイタリアの自動車子会社である。
1949年、トリノにて設立され、主にフィアット車を用いての自動車競技への参加、自動車部品や改造車の販売などを行っていた。
1971年にフィアットに買収され、その後は同社の自動車競技部門としてフォーミュラカーやラリーカー、ツーリングカーの各マシンの開発に携わった。1980年以降はフィアット傘下のフェラーリ、ランチア、アルファロメオなどの競技車両を開発。037ランチアラリー、グループA仕様のランチアデルタ・インテグラーレ、ドイツDTM参加マシンのアルファロメオ155 V6 TIなどを次々と開発。ラリーやツーリングカーレースにおけるイタリアンマシンの活躍を支えた。
その後、フィアットの自動車部門を統括するフィアットオートモービルグループ社のもと、アバルト&C.社（Abarth & C. S.p.A.）が再組織され、アバルト・ブランドのもと市販車の販売展開が開始された。2007年3月のジュネーブショーにおいて、フィアットから発売されていた小型車グランデプントに独自のチューニングを施した「グランデプント アバルト」や新開発のラリーモデル「アバルト グランデプント S2000」を発表。その翌年にはフィアット500ベースの「アバルト500」もラインアップされ、現在に至る。

## 歴史
1908年にオーストリア・ウィーンで産まれたカール・アバルトは、バイクのレーシングライダーとして活躍したのちイタリアに移住し、カルロ・アバルトと名乗りチシタリア (en:Cisitalia) の技術・モータースポーツ責任者を経て1949年に会社「Abarth & C.」をトリノ市コルソマルケ38に興し、自動車マフラーなどのパーツを販売。それらの資金を元に主としてフィアットの小排気量車をベースにしたエンジン・チューンやレース車の製作を行った。
自動車にはカルロ・アバルトの誕生月の星座であるサソリのエンブレム（スコルピオーネ）が装着された。「アバルトマジック」とも呼ばれる高度の改造を施された自動車は多くの競技で活躍した。1950年から1960年代にかけて113の国際記録とレースにおいて7400以上の勝利を得、「ジャイアントキラー」「ピッコロモンスター」などの異名も得た。
1971年、アバルトはフィアットに買収され、さらにその自動車競技部門はオゼッラに分割譲渡された。

### 代表的車種
フィアット・600ベース
- 750デリヴァツィオーネ
- 850TC
- 850TCコルサ
- 1000ベルリーナ（1000TC）
- 1000ベルリーナコルサ（1000TC）
- 1000ベルリーナコルサ（1000TCR）
- 750GTザガートクーペ
- 700ビアルベーロレコルトモンツァ
- 750ビアルベーロレコルトモンツァ
- 800ビアルベーロレコルトモンツァ
- 850ビアルベーロレコルトモンツァ
- モノミッレ
- 1000GTビアルベーロ

フィアット・500ベース
- 500ベルリーナ（シリーズ1、シリーズ2)
- 595ベルリーナ
- 595SS
- 595SSアセットコルサ
- 695ベルリーナ・アセッテコルサ
- 695SS

フィアット・850ベース
- OT850
- OT1000
- OT1300
- OT1600
- OT2000
- OT2000 クーペ・アメリカ
- OT2000 モストラ

シムカベース
- 1300GT
- 1600GT
- 2000GT

ポルシェ・356ベース
- ポルシェ356B1600カレラGTLアバルト

オリジナル
- 1500ビポスト（B.A.T.1）
- 1000SP
- 1300SP
- 1600SP
- 2000SP
- 3000SP
- 2000スポルトスパイダー
- ベルトーネレコード500
- ベルトーネレコード750
- ベルトーネレコード800
- ピニンファリーナレコード500
- ピニンファリーナレコード750
- ピニンファリーナレコード1000
- ピニンファリーナレコード1100

### 1971年以降

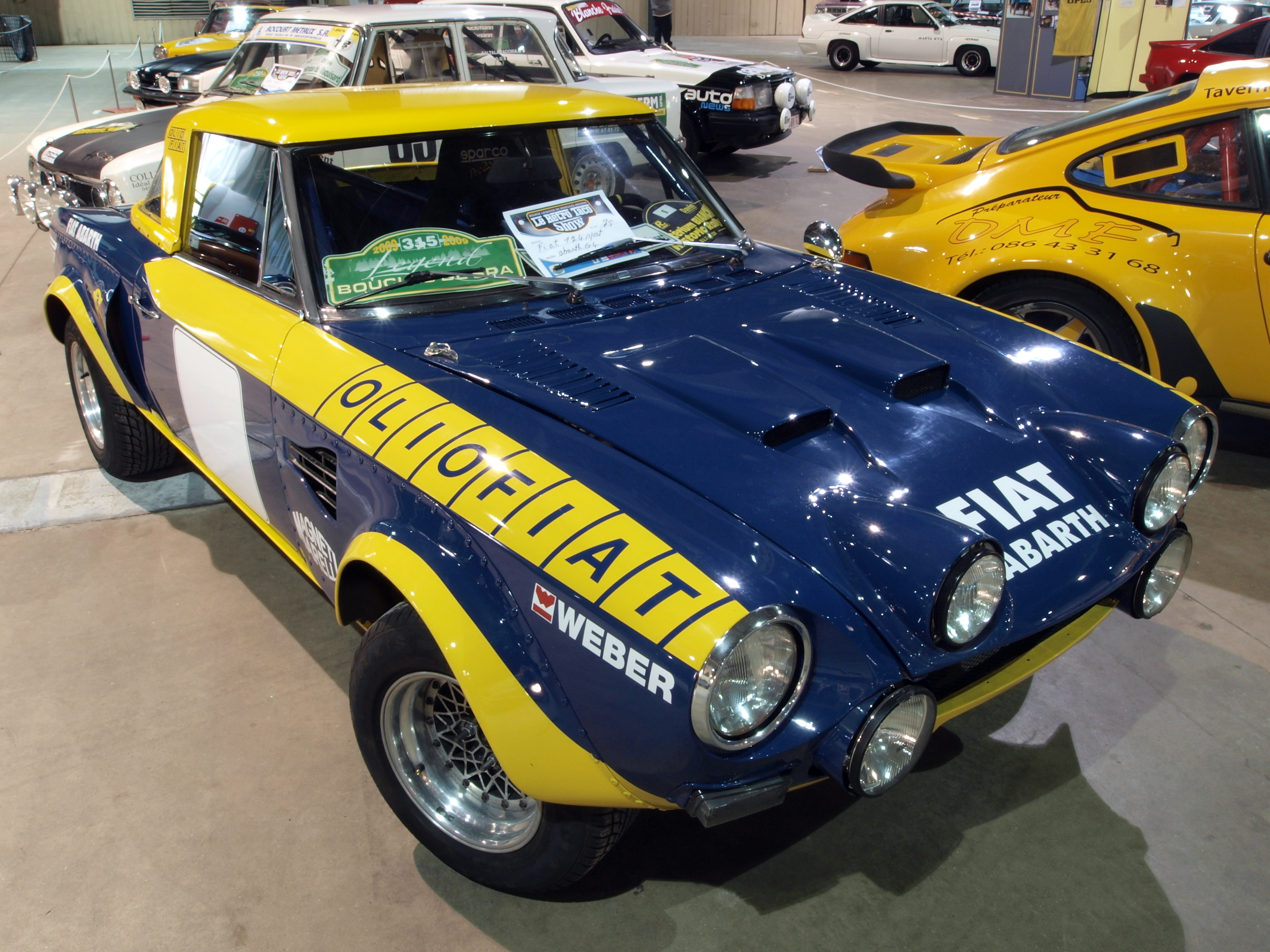
124アバルトスパイダーラリー

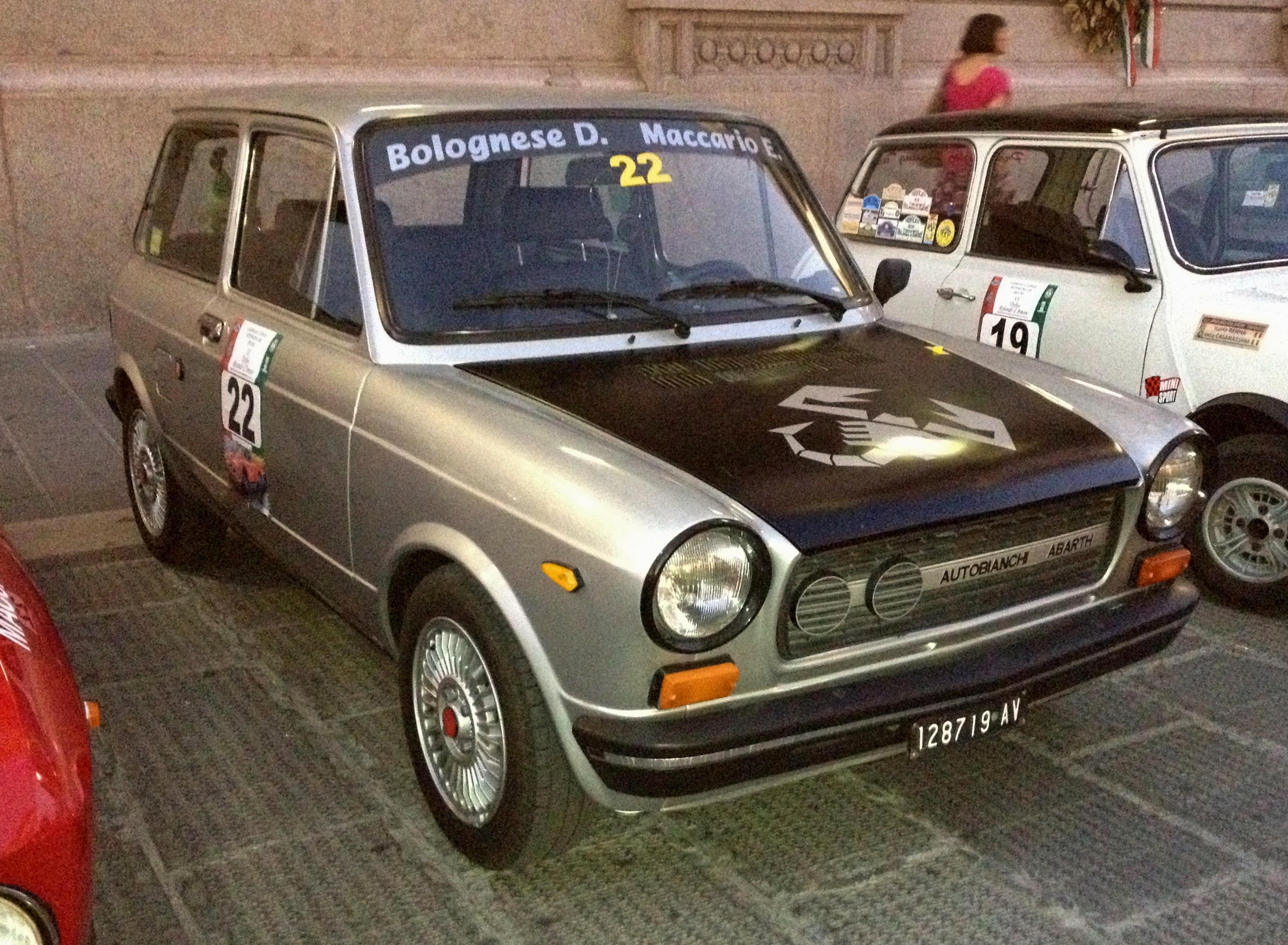
アウトビアンキA112アバルト

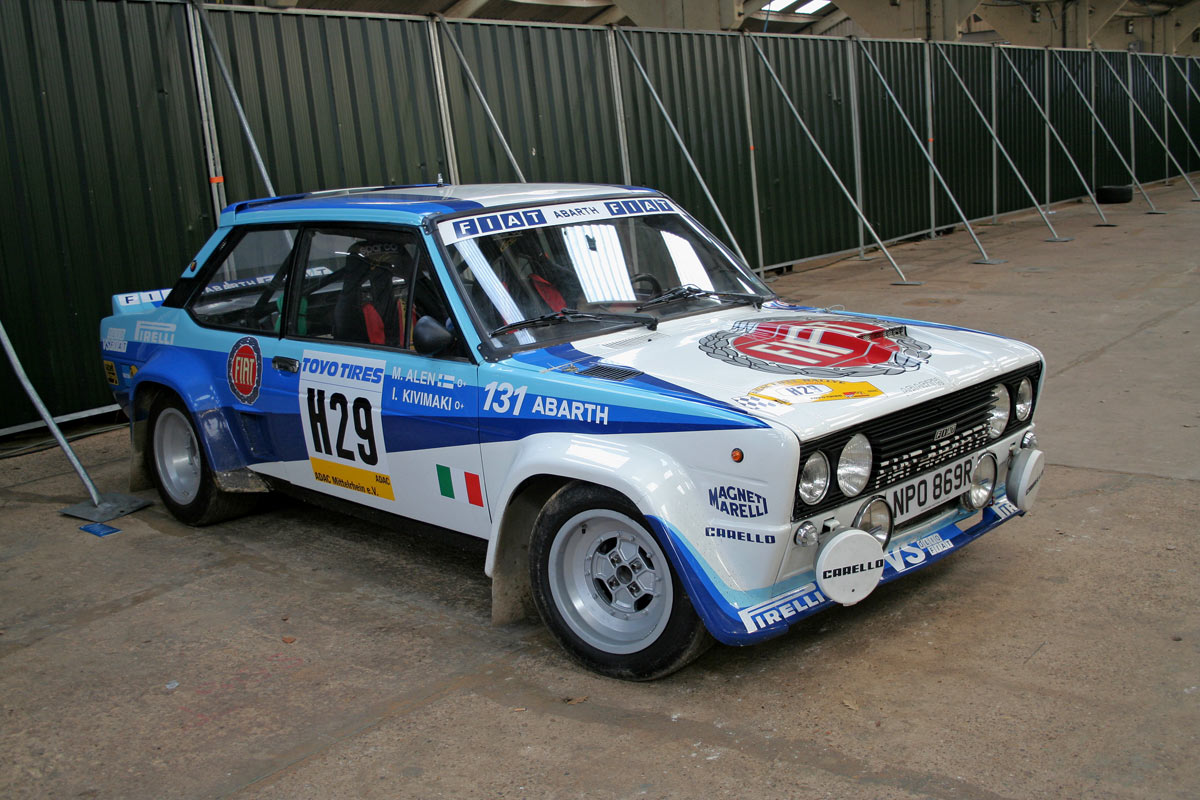
131ラリー

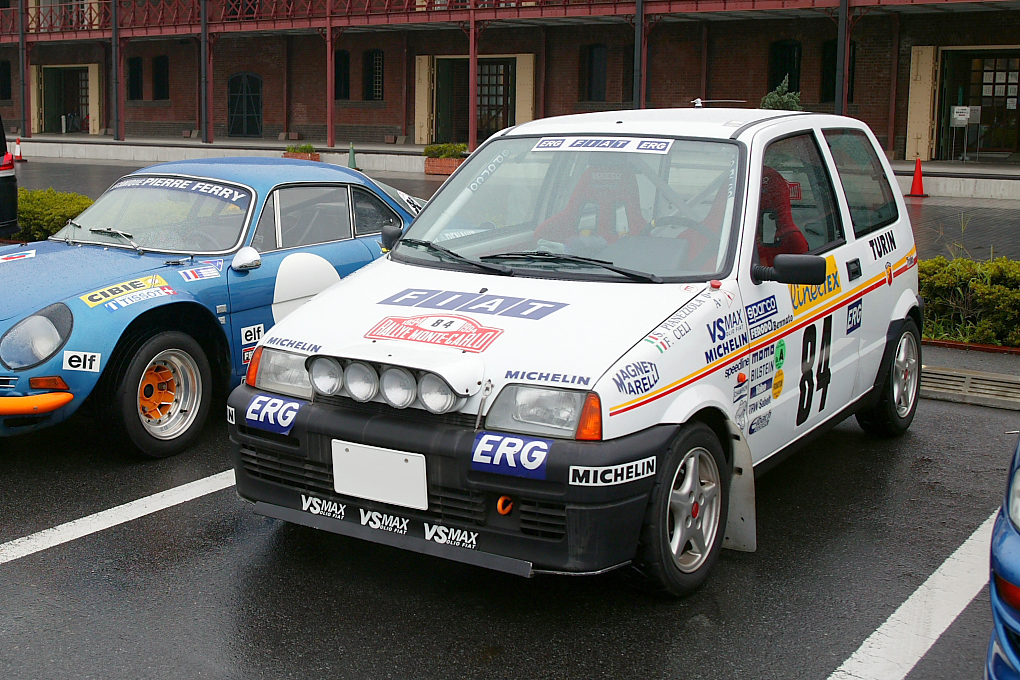
チンクェチェント・トロフェオ

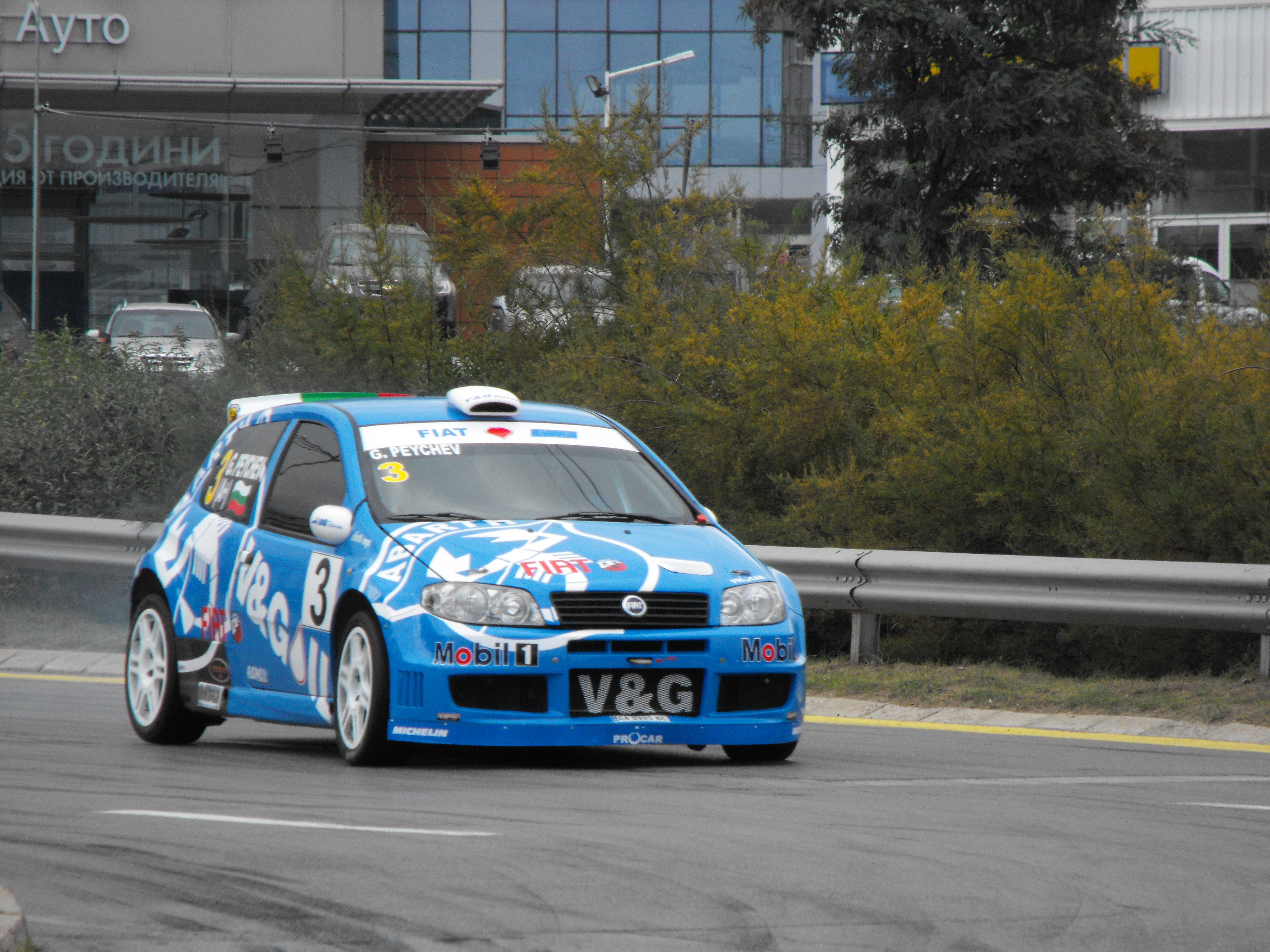
プント・アバルト・ラリー

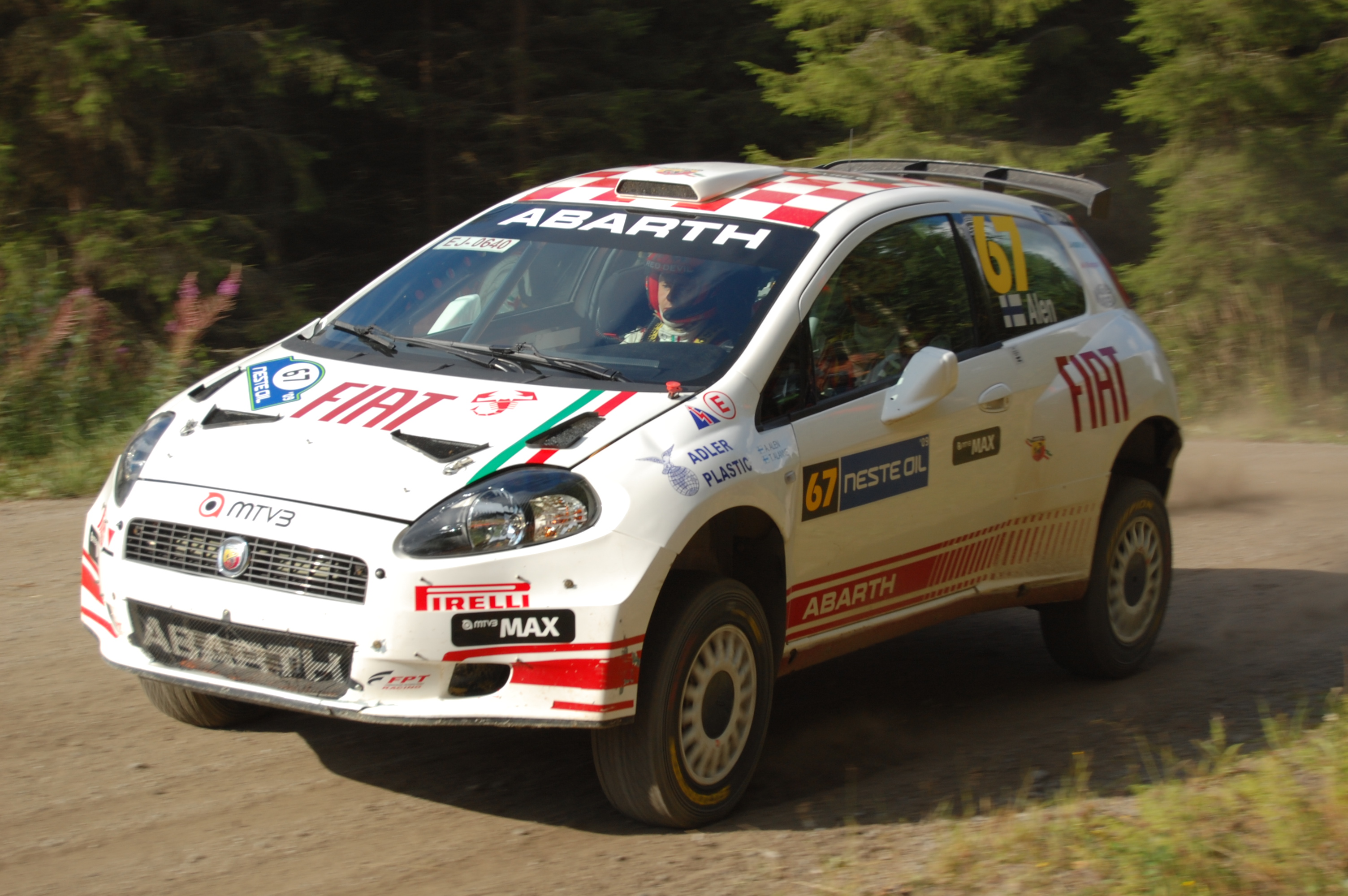
グランデ・プントS2000アバルト

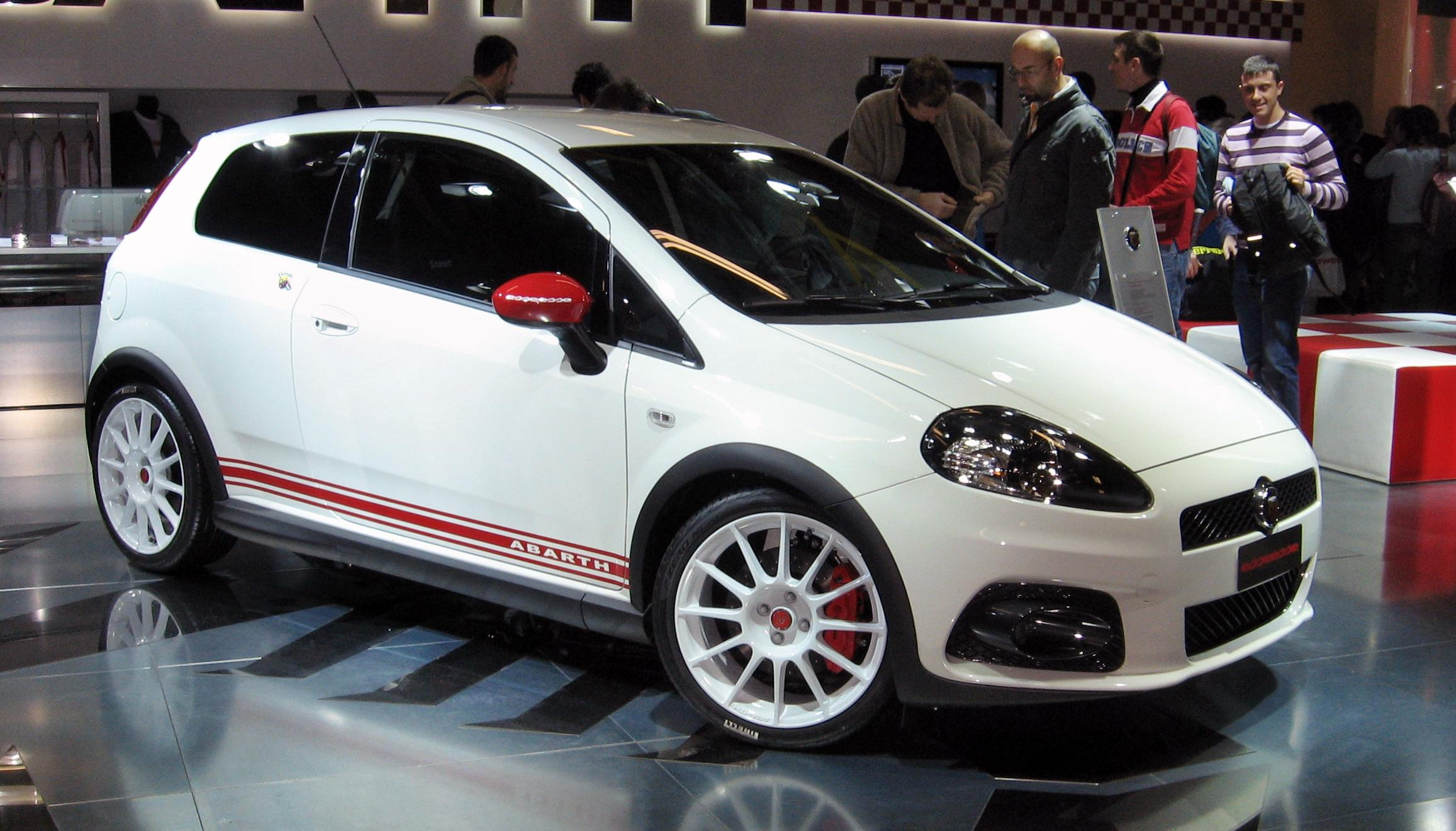
グランデ・プント・アバルト1.4ターボ

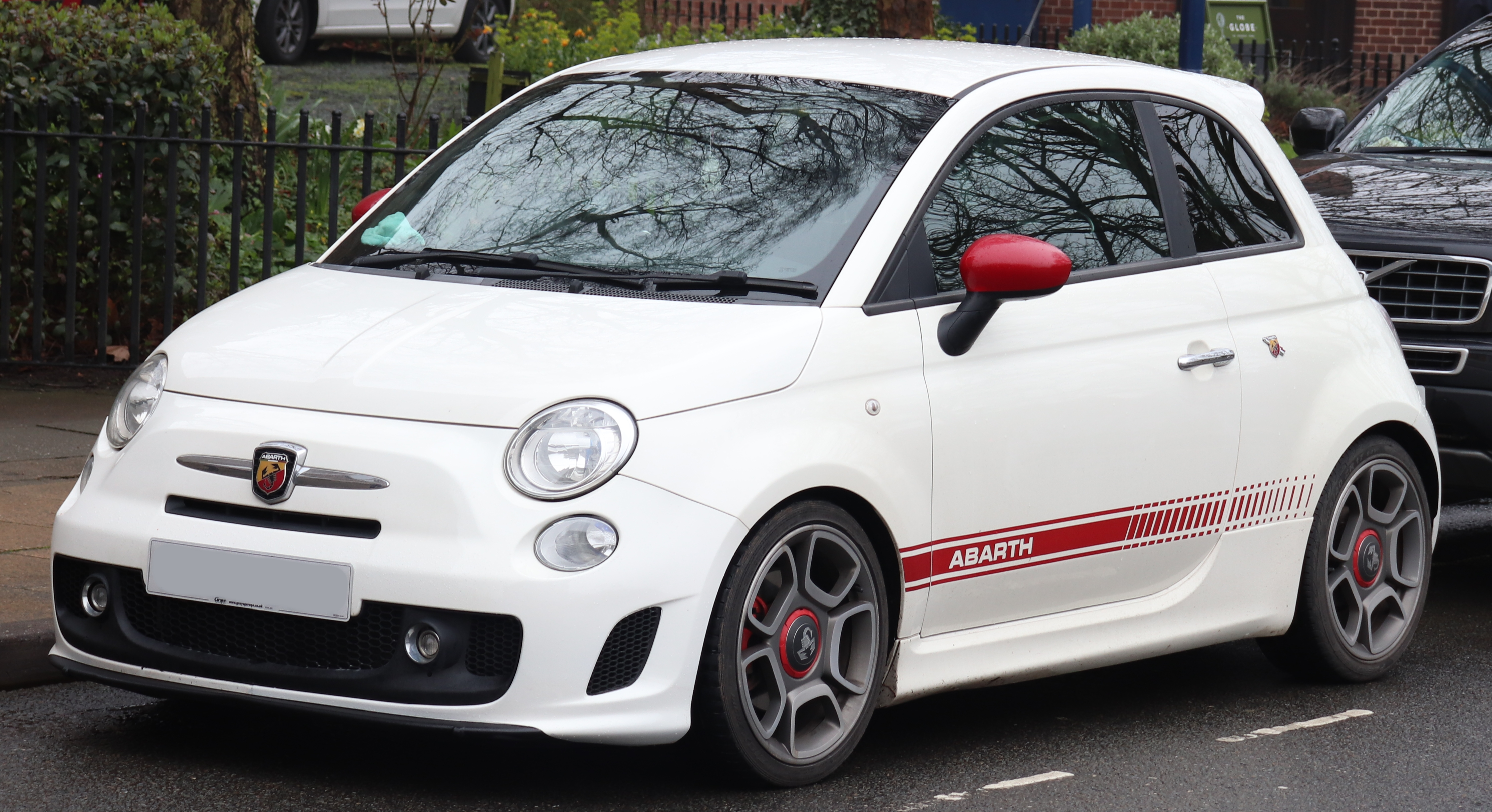
500アバルト1.4ターボ

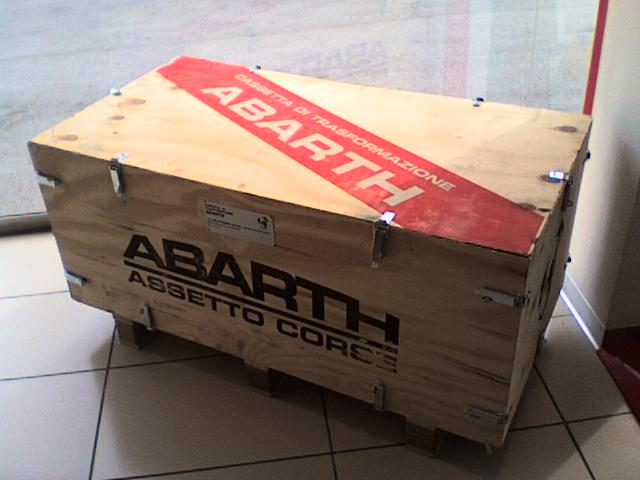
エッセエッセ・キット

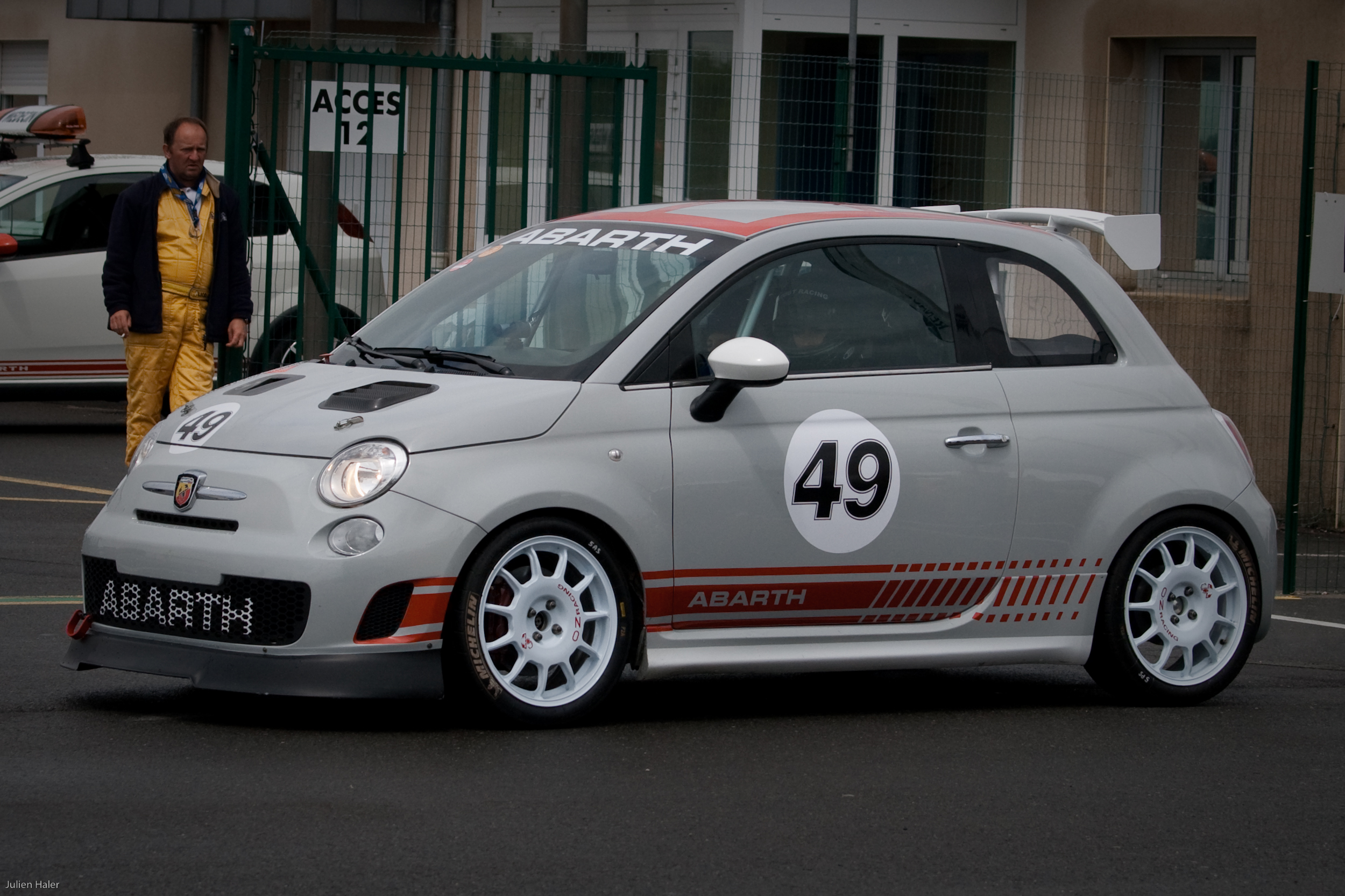
500アバルトアセットコルサ

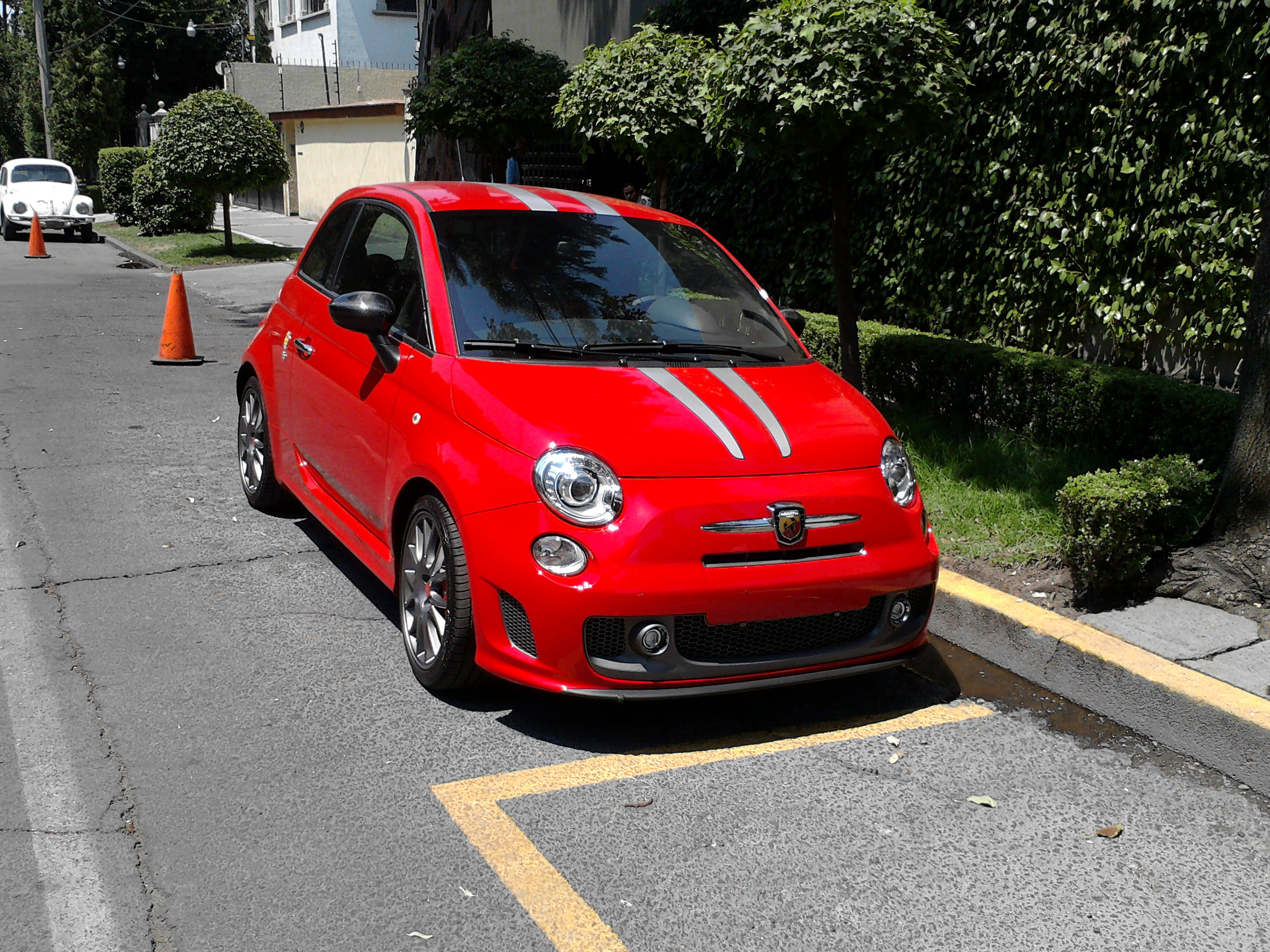
アバルト695トリブートフェラーリ

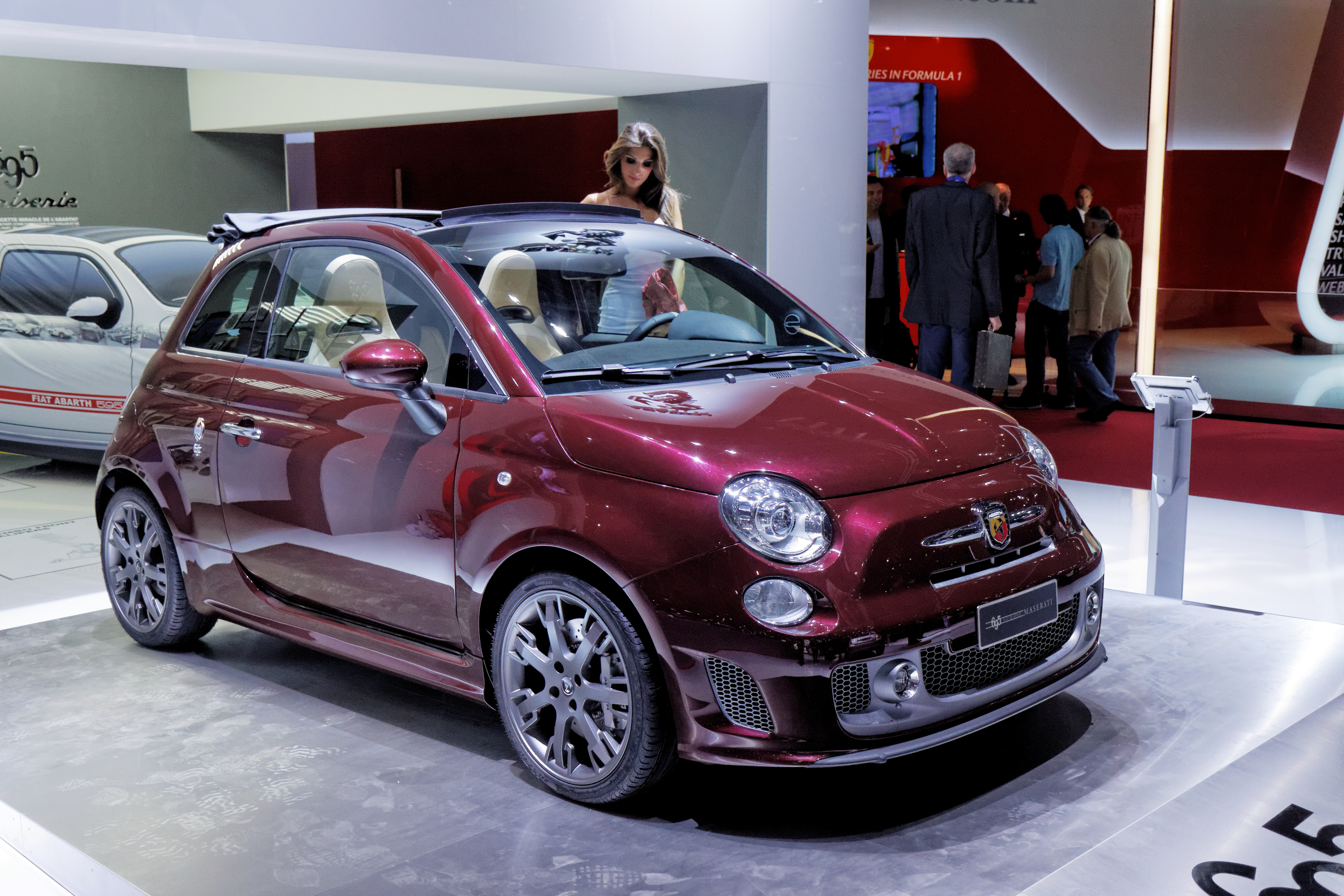
アバルト695エディツィオーネ・マセラティ

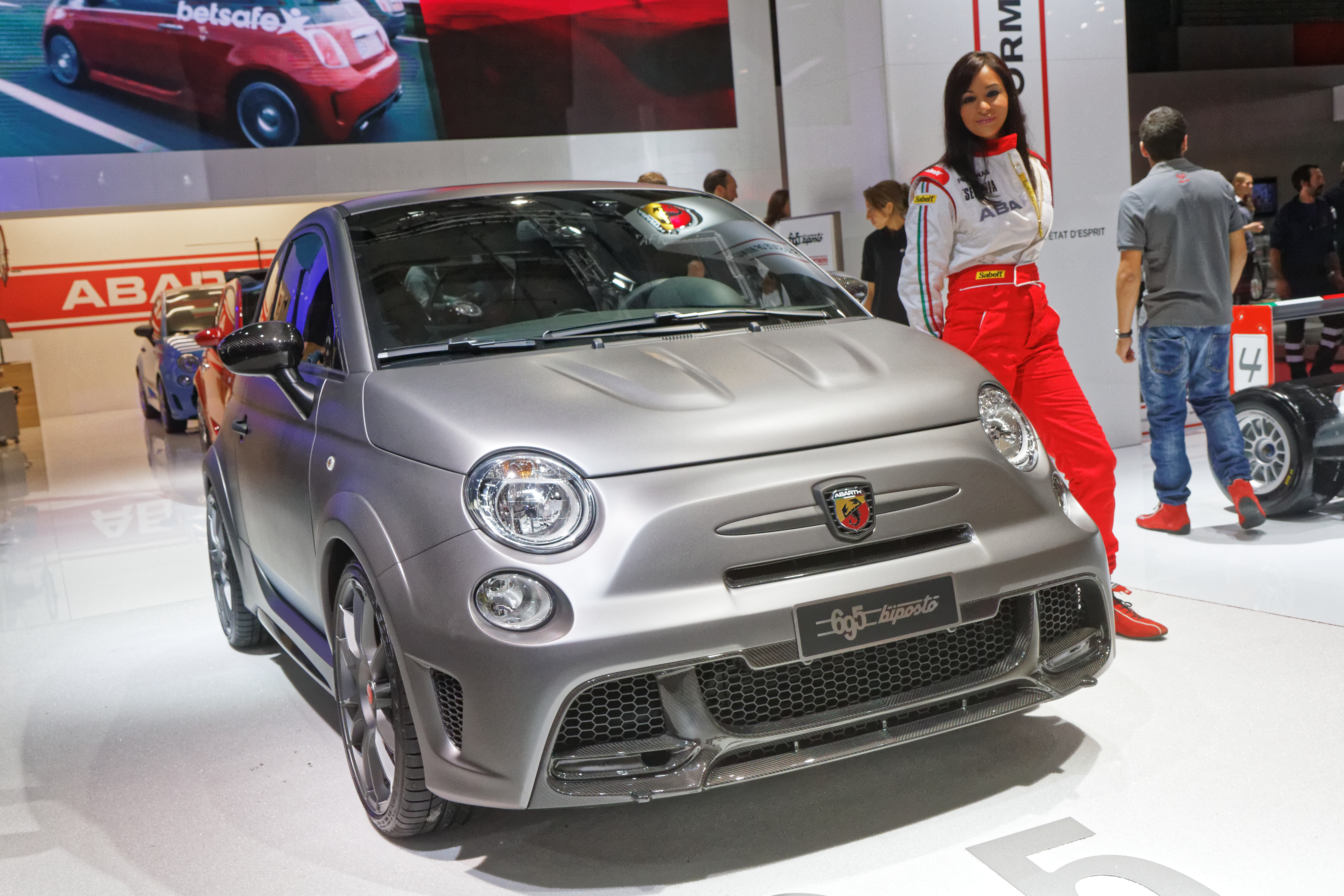
アバルト695ビポスト

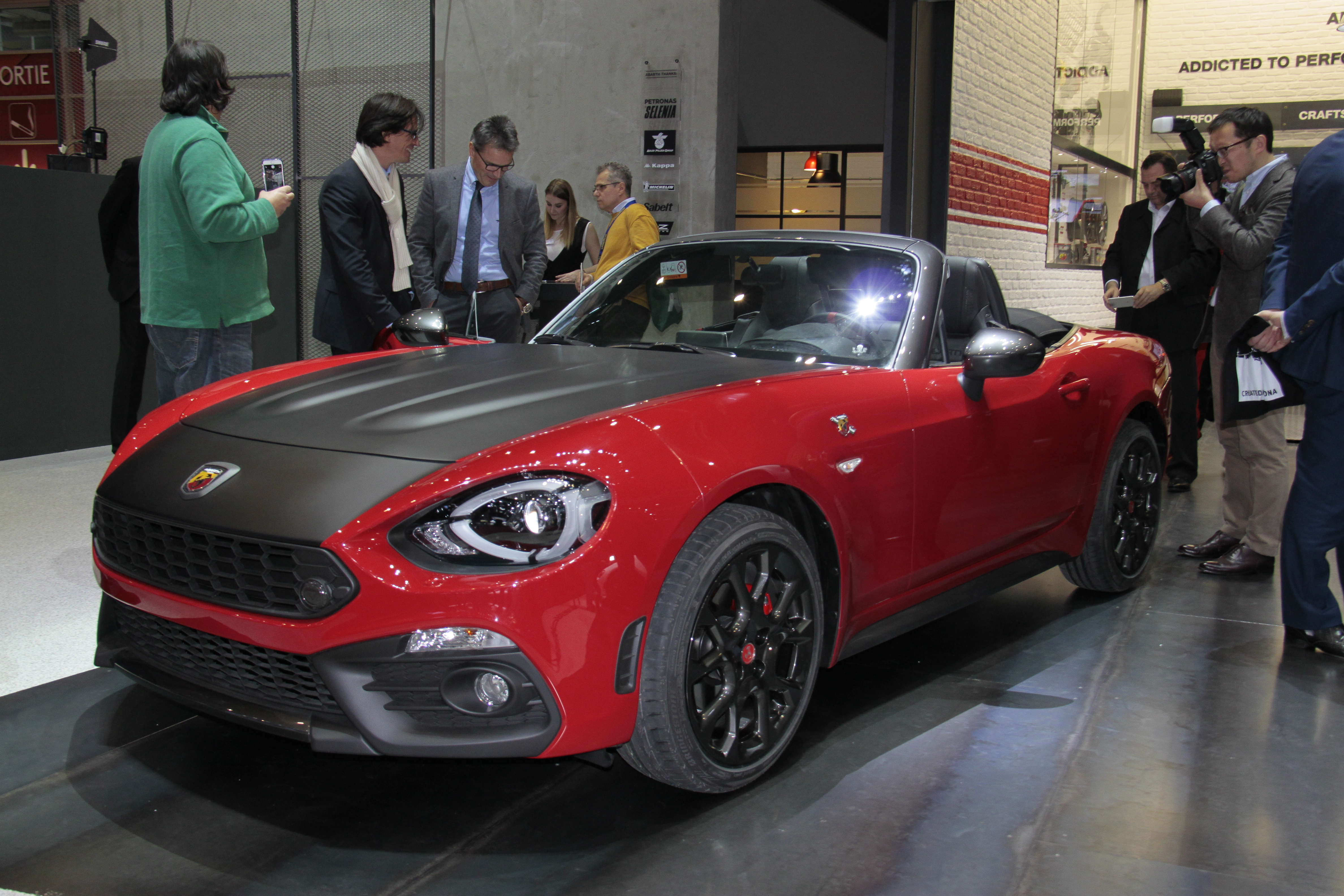
アバルト124スパイダー

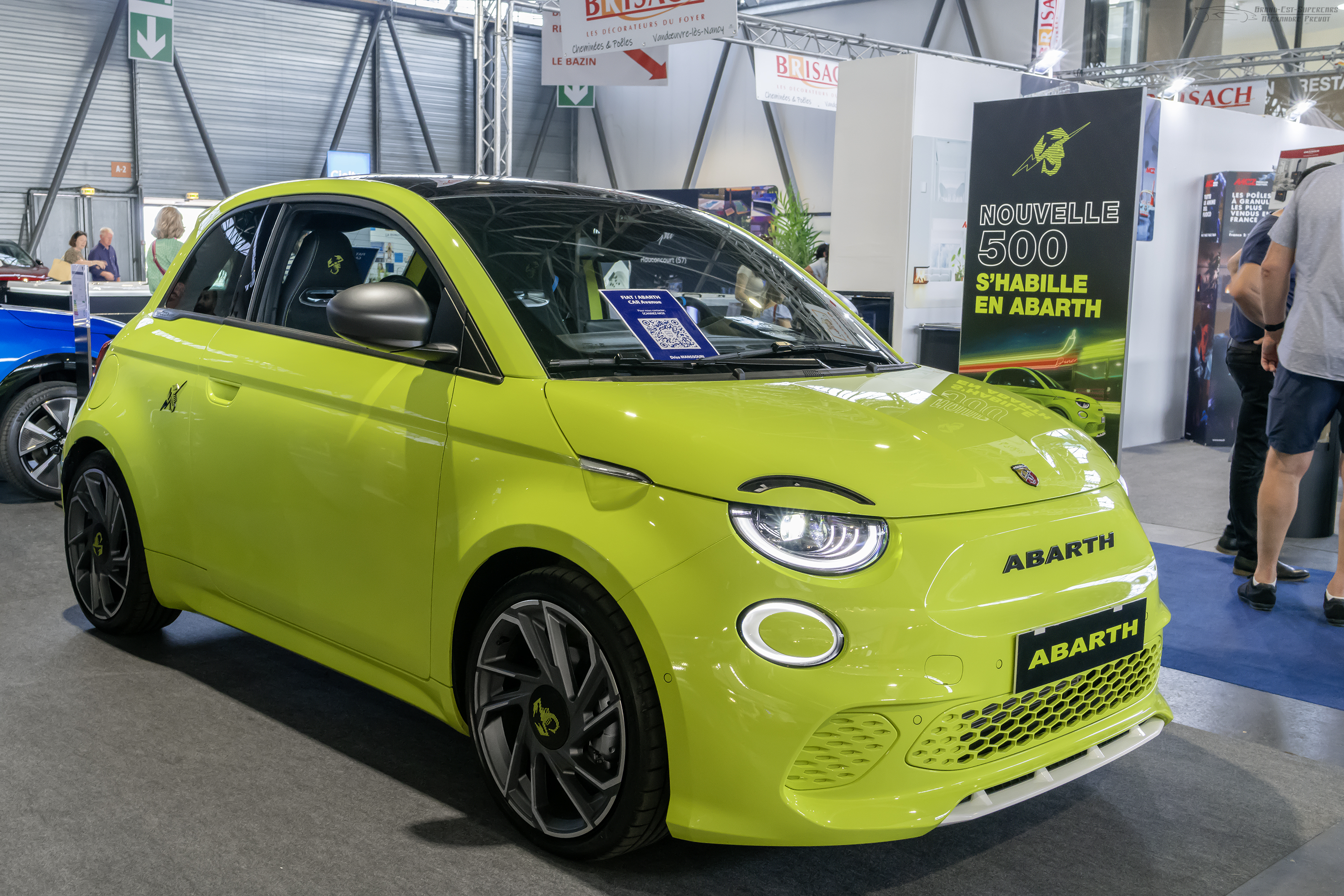
アバルト500e

1971年、フィアットに買収されたアバルトは、そのモーター・スポーツ部門を受け持ち、世界ラリー選手権（WRC）向けにアバルト124ラリー、アバルト131ラリー､フィアット・アバルトX1/9プロトティーポの開発を行った。
1979年より後の037ラリーのベースとなるベータ・モンテカルロ・ターボ Gr.5のパワーソースチューンを行なう｡
1981年、会社としてのAbarth & C.の活動は停止したが、フィアット内のレーシング部門としてのアバルトの活動が続いた。
フィアットの世界ラリー選手権（WRC）出場が同社の傘下になったランチアに移行した後も、1983年発表の037ラリー、1985年発表のデルタS4の2台の優れたグループB規定車両の開発を担当した。
1982年から1991年の世界耐久選手権（WEC）ではランチアワークスでのオープントップクラスでのランチア・LC1やグループCカーランチア・LC2（ワークス放出後もムサットにより継続）のパワーソースチューンも担当している｡
1986年､ボローニャ・モーター・ショウでデルタS4から発展型のハイテク（カーボンハニカムコンポジット）素材を統合させたランチア・ECV (Experimental Composite Vehicle)（推定600hp前後）発表｡『ECV2』(750hp) は1988年ハイテク素材と空力のテストベッドとして発展し､WRCグループS頓挫によりそのプロジェクトを終了させた経緯がある｡同時にFISAが予定し、頓挫したプロカー選手権用のプロカー4も試作、テスト段階でその幕を閉じることとなった。
1987年にはWRCの参加車両がグループB車両からグループA車両に移行したが、同年から1992年までWRC6連覇したランチア・デルタ・HFシリーズの開発も主にアバルトが行っている。
1990年代は主にドイツツーリングカー選手権 (DTM) や国際ツーリングカー選手権 (ITC) 用とアルファロメオ系のGTカーやワンメークレースであるカップカーやグループN車両を手がけるようになる｡
1997年、アバルトのスタッフのほとんどがフィアットのモータースポーツ部門、フィアット・アウト・コルセに吸収されて事実上のファクトリーが消滅した。
市販車においては、ラリーカーの市販バージョンのほか、1970年～1980年代にアウトビアンキ・A112アバルト、フィアット・リトモ・アバルト125TC、フィアット・リトモ・アバルト130TCなどに関与した。
その後もアバルトを冠した市販車がフィアット・グループから登場したが、1991年発表のフィアット・チンクェチェント・トロフェオ（車名にアバルトの名はないものの）を除いては、ターボを追加したり上位のエンジンを積んだりしたものに、アバルトブランドのエアロパーツやエンブレム・ステッカー等を追加したものであり、アバルト本来のエンジン・チューンは施されていない。
2001年フィアットはアバルトの名を冠したスーパー1600クラス車両プント・アバルト・ラリーおよびスティーロ・アバルト・ラリーを発表、以降ヨーロッパのラリー選手権に参戦した。開発はN・テクノロジー社が担当。
2005年、継続してプント・アバルト・ラリーにてヨーロッパラリー選手権に参戦。また、市販車のパンダを大幅にチューニングしたパンダ・ラリー・アバルトを使用したパンダ・ラリー・カップを開催。いずれも車体には大きくアバルトの文字、サソリが描かれていた。
2006年、フィアットはスーパー2000クラス車両グランデ・プントS2000での参加を開始。ヨーロッパラリー選手権、イタリア国内選手権を制覇。
2007年、フィアットより、公式にABARTH&C．の復活がプレスリリースされた。これに合わせて市販車、グランデ・プント・アバルトのプロトタイプが発表され、その後9月にグランデ・プント・アバルト1.4ターボ (155ps) が発売された。フィアットとして参加していたインターコンチネンタル・ラリー・チャレンジ（IRC）ではワークス名をアバルトと変更し、名実共にアバルトとしてラリー活動を行うことになった。
2008年、3月、新型フィアット・500のベースの500アバルト1.4ターボ (135ps) がジュネーブモーターショーにて発表された。また、グランデ・プント・アバルト1.4ターボに装着するesseesse (Super Sport) キット (180ps) も本国にて発表された。5月、49台限定の500アバルトassetto corse (200ps) を発表。9月500アバルト1.4ターボesseesseキット (160ps) 発表。
2009年、2月より日本国内のオフィシャルディーラーネットワークが構築され、同時にアバルト グランデプント ベースグレード発売。4月にアバルト500発売。6月にアバルト グランデプント エッセエッセ発売。
2010年、10月アバルト500C (140ps) 、アバルトプントエボ (165ps) 発売。11月にアバルト695トリブートフェラーリ予約開始。
2016年、7月より、フィアット正規ディーラー網でも取り扱い開始。これまでの専売ディーラーのほかに、フィアット併売ディーラーも加わることになる。

## 車種

### 関連するもの[2]
フィアット車ベース
- フィアット・アバルトX1/9 プロトティーポ
- フィアット・X1/20 3200 V6
- フィアット・X1/20 3200 V6ジロ・デ・イタリア（当初X1/8としていたもの）
- フィアット・アバルト・124ラリー
- フィアット・アバルト・131ラリー
- フィアット・131・ヴォルメトリーコ・アバルト
- フィアット・131 3500 V6
- フィアット・リトモ・アバルト125TC
- フィアット・リトモ・アバルト130TC

アウトビアンキ車ベース
- アウトビアンキ・A112アバルト

ランチア車ベース
- ランチア・037ラリー
- ランチア・デルタS4
- ランチア・デルタS4 Evo
- ランチア・ECV
- ランチア・ECV2
- ランチア･デルタ・HF・4WD
- ランチア･デルタ・HF・インテグラーレ8V
- ランチア･デルタ・HF・インテグラーレ16V
- ランチア･デルタ・HF・インテグラーレ 4WS
- ランチア･デルタ・HF・インテグラーレ・エボルツィオーネ

アルファロメオ車ベース
- アルファロメオ・146 D2
- アルファロメオ・146 グループN
- アルファロメオ・147 カップ
- アルファロメオ・147 グループN
- アルファロメオ・147 スーパープロ
- アルファロメオ・147 カップ
- アルファロメオ・155 DTM
- アルファロメオ・155 D2
- アルファロメオ・155 GTA
- アルファロメオ・155 ITC
- アルファロメオ・155 グループN
- アルファロメオ・156 DTM
- アルファロメオ・155 D2
- アルファロメオ・156 GTA
- アルファロメオ・156 GTAカップ
- アルファロメオ・156 GTAm
- アルファロメオ・156 ITC
- アルファロメオ・156 スーパー2000
- アルファロメオ・156 スーパーツーリスモ
- アルファロメオ・GTV カップ
- アルファロメオ・159 スーパー2000
- アルファロメオ・164 プロカー4
- アルファロメオ・SE048

マセラッティ車ベース
- マセラッティ・ギブリカップ

名は付いていないがアバルト（含フィアット・アウト・コルセ）が開発した車両
- フィアット・チンクェチェント・トロフェオ
- ランチア・LC1
- ランチア・LC2
- ランチア・LC2 モトーレ　V10

### アバルト復活後
- グランデ・プント・アバルト1.4ターボ
- グランデ・プント・1.4ターボ エッセエッセ
- 500アバルト1.4ターボ
- 500アバルト1.4ターボ エッセエッセ
- 500アバルト アセットコルサ
- アバルト500C
- アバルトプントエボ/アバルトプント
- アバルト695トリブートフェラーリ
- アバルト695エディツィオーネ・マセラティ

### 現行
- アバルトF595（旧アバルト500）
- アバルト595ツーリズモ
- アバルト595ツーリズモ
- アバルト595Cツーリズモ
- アバルト695ビポスト
- アバルト595コンペティツィオーネ
- アバルト695コンペティツィオーネ